# 蘭氏褐海鯽
蘭氏褐海鲫，為輻鰭魚綱鱸形目隆頭魚亞目海鯽科的其中一種，分布於西北太平洋的日本及韓國海域，幼魚會成群在水面活動，成魚則在水底間活動，胎生，生活習性不明。